# Dark Souls
Dark Souls is een computerspel dat is ontwikkeld door FromSoftware en uitgegeven door Namco Bandai Games voor de PlayStation 3 en Xbox 360. Het actierollenspel verscheen in Japan op 22 september 2011 en in Europa op 7 oktober 2011. Een versie voor Windows verscheen op 24 augustus 2012.
Dark Souls is de opvolger van Demon's Souls en het tweede deel in de Souls-serie computerspellen. Het spel begon onder de codenaam Project Dark. Dark Souls werd in eigen beheer uitgebracht in Japan in september 2011, en wereldwijd door Bandai Namco de volgende maand.
Het spel kreeg twee opvolgers; Dark Souls II en Dark Souls III.

## Spel
Dark Souls is een derde-persoon actierollenspel. Het hoofddoel in het spel is verkenning, waarbij alles zich afspeelt in een openwereld-omgeving dat verbonden is via een centraal verbindinggebied (Firelink Shrine). Spelers kunnen vrij reizen naar elk gewenst deel, hoewel aan sommige voorwaarden voldaan moet worden om bepaalde gebieden te ontgrendelen. Door de verbondenheid van veel verschillende locaties wordt Dark Souls beschouwd als een spel uit het Metroidvania-subgenre.
Centraal in Dark Souls zijn de kampvuren. Deze zijn verspreid door de wereld en dienen als een controlepunt voor elk veld. Een ander aspect is het "menselijkheid"-systeem. Er zijn twee vormen die de speler kan aannemen; een menselijke en een lege vorm.
In de wereld zijn meerdere niet-speelbare personages (NPC's) die de speler kan tegenkomen. Veel personages voegen verhaal en afwisseling qua gameplay toe aan het spel, maar verplichten niet tot interactie. Sommige personages hebben wel voorwerpen die verplicht zijn om het spel uit te spelen.

## Ontvangst en verkoop
| Recensiescore       | Recensiescore                          |
| Recensieverzamelaar | Score                                  |
| ------------------- | -------------------------------------- |
| GameRankings        | (PS3) 88,56% (X360) 88,43% (pc) 84,54% |
| Metacritic          | (PS3) 89/100 (X360) 89/100 (pc) 85/100 |
| Publicist           | Score                                  |
| Gamer.nl            | (PS3) 9/10                             |
| Power Unlimited     | (PS3) 91/100                           |
| Tweakers            | (PS3,X360)9/10                         |
| FOK!                | (PS3) 9,5/10                           |

Dark Souls ontving lovende recensies en wordt beschouwd als een van de beste computerspellen ooit gemaakt. Critici prezen de diepe gevechten, ingewikkelde wereldontwerpen, en de diepgewortelde tradities. De moeilijkheidsgraad werd verschillend ontvangen. De Windows-versie ontving lagere cijfers vanwege technische problemen, zoals bugs en vastlopers.
FromSoftware maakte in april 2013 bekend meer dan 2,37 miljoen exemplaren te hebben verkocht.

## Dark Souls: Remastered
| Recensiescore       | Recensiescore                                    |
| Recensieverzamelaar | Score                                            |
| ------------------- | ------------------------------------------------ |
| GameRankings        | (pc) 86,75% (PS4) 85,06% (X1) 82,60% (NS) 83,38% |
| Metacritic          | (pc) 84/100 (PS4) 84/100 (X1) 86/100 (NS) 83/100 |
| Publicist           | Score                                            |
| Gamer.nl            | (PS4) 8/10                                       |
| Power Unlimited     | (PS4) 80/100 (NS) 80/100                         |
| FOK!                | (NS) 8,5/10                                      |

In mei 2018 verscheen een remaster van het spel genaamd Dark Souls: Remastered. Het spel is wereldwijd uitgegeven voor PlayStation 4, Xbox One en Windows. Een versie voor de Switch staat later gepland dit jaar.
De remaster werd geporteerd door de Poolse ontwikkelaar QLOC. Het spel draait met een beeldfrequentie van 60 beelden per seconde (fps) en ondersteunt 4K-resolutie. Er zijn aanpassingen gedaan in het online multiplayergedeelte, en koppelingen van wachtwoorden zoals ook in Dark Souls III.
Dark Souls: Remastered ontving in het algemeen positieve recensies volgens aggregatiewebsite Metacritic. Men prees de verbeterde graphics en prestaties, maar kritiek was er op het gebrek aan een goed anti-valsspeelsysteem. In de eerste week na uitgave werden er in Japan 71.739 exemplaren verkocht, waarmee het op de eerste plek van bestverkochte spellen in Japan kwam.